# 권총

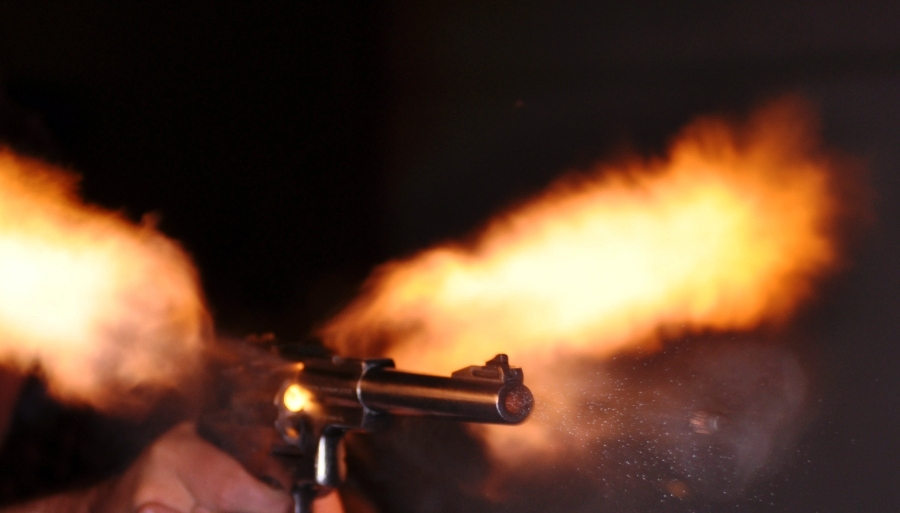
44구경 매그넘 리볼버가 발사되는 순간의 모습.

권총(拳銃, 영어: handgun)은 한 손 혹은 두 손으로 다룰 수 있는 개인용 소화기(小火器)를 말한다. 주로 한 손으로 사용하긴 하지만, 두 손으로 파지하여 사격하는 것이 정확도를 향상할 수 있다. 들고 사용한다는 특성 때문에 개머리판이 없는 것이 특징이며, 그렇기에 상대적으로 다른 총기류에 비해 크기가 작다. 그러나 피스톨 카빈이나 리볼버 카빈 등은 개머리판을 부착하여 사용하기도 한다.
가장 일반적인 권총의 하위 유형은 리볼버(Revolver)와 반자동 권총(Semi-Automatic pistol)이지만, 데린저(Derringer)와 기계 권총(Machine pistol)같은 다른 권총 유형도 자주 사용되지는 않지만 권총의 유형에 포함된다.
상업적으로 권총이 대량 생산되기 전, 권총은 의식용 검과 같이 주요 관직의 상징으로 여겨졌다. 권총은 효용성이 기존의 총에 비해 제한적이고, 당시의 장총보다 가격이 비쌌기 때문에, 구매 여력이 있는 극소수만이 소지하고 있었다. 그러나 1836년 새뮤얼 콜트(Samuel Colt)는 최초의 실용적이고, 대량 생산이 가능한 리볼버인 콜트 패터슨(Colt Paterson)의 특허를 제출했다. 이 리볼버는 5발을 연속으로 발사할 수 있었고, 등장 이후 매우 빠르게 인기를 끌었다. "신은 인간을 창조했지만 콜트는 인간을 평등하게 만들었다.(God created men, but Colt made them equal.)"라는 문장은 콜트 패터슨 리볼버의 당시 인식을 잘 보여준다.
오늘날 세계 대부분의 지역에서 권총은 주로 경찰들과 군 장교들에 의해 보조 무기로 사용된다. 그러나, 미국을 비롯한 세계 몇몇 나라에서는 권총 소지를 민간에 허용하여 때때로 자기 방어를 위해 사용되기도 하지만, 총기류 민간 소지 합법화는 이로 인한 다양한 범죄를 파생시켰다.

## 권총의 역사
권총의 역사를 알아볼 때 다양한 기준을 삼을 수 있지만 논문 <권총의 과거, 현재 그리고 미래>에서 기준으로 삼은 장전 방식이 역사적 변화를 가장 잘 설명한다고 판단하여 이를 기준으로 삼아 핵심적인 내용만 분류해 보려고 한다.

### 과거

#### 핸드 캐넌

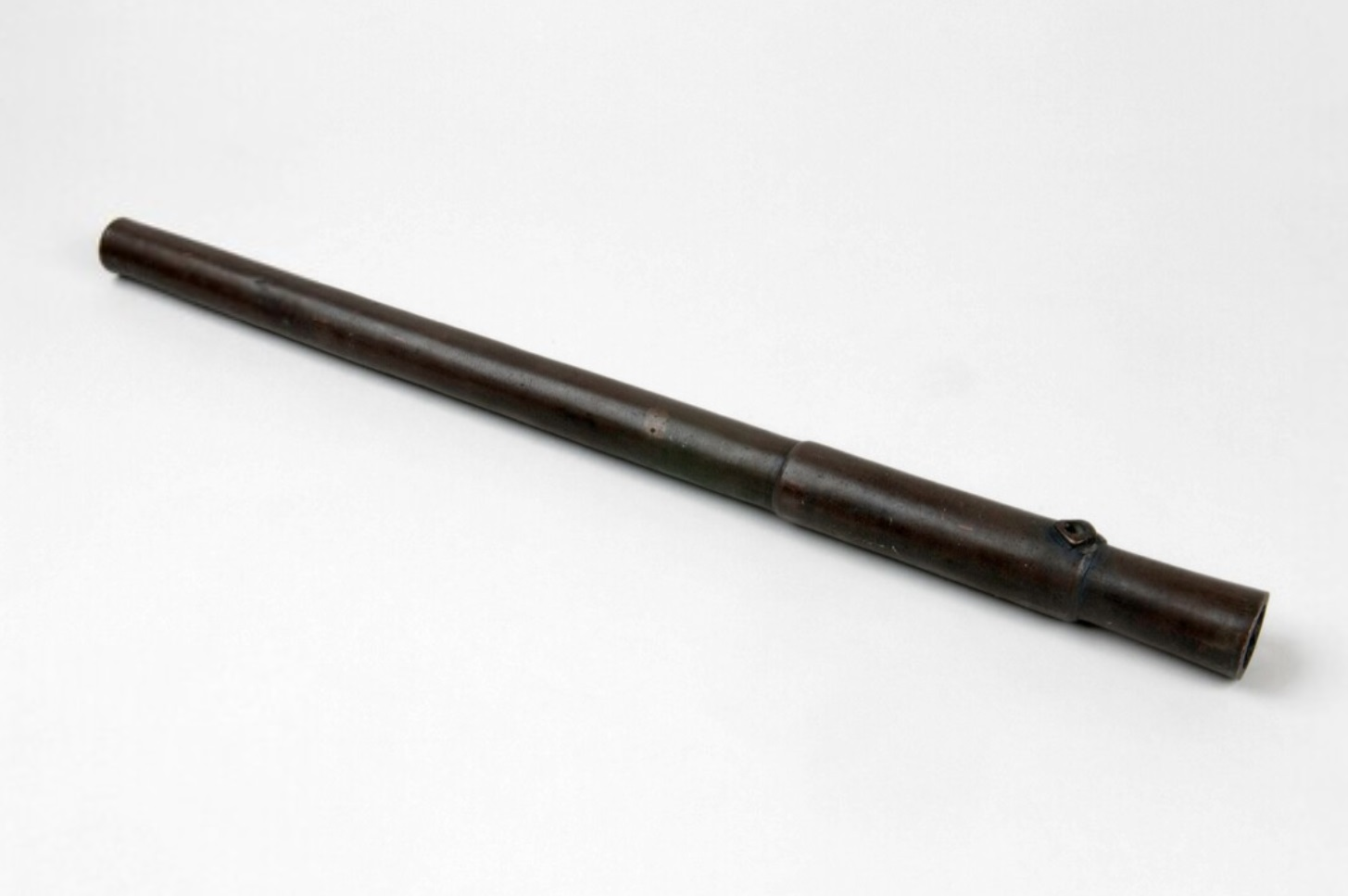
인도네시아에서 만든 핸드 캐넌이다. 초창기의 권총의 모습을 볼 수 있다.

권총의 역사는 중국에서 시작되었다. 권총의 가장 첫 형태는 중국에서 만들어진 핸드 캐넌이라고 한다. 하지만 이 핸드 캐넌에서는 현대의 권총 모습을 찾기는 어렵다. 핸드 캐넌이라는 명칭에서 알 수 있듯이 이 초기의 권총은 현재의 권총의 형태 보다는 대포의 모양을 하고 있다. 이 핸드 캐넌은 중국에서 발명된 후 유럽으로 넘어갔다고 한다.

#### 수석 발화식
수석 발화식 총에서 가장 중요한 것은 바로 부싯돌의 존재이다. 부싯돌의 마찰로 인하여 생긴 불꽃이 이 총을 작동하게 된다. 수석 발화식 총은 비교적 장기간 사용되었는데 이는 만들 때 비용이 적게 들었기에 다양한 방면에서 사용되었다. 수석 발화식 총의 대표적 예로는 스내펀스 록 등이 있다.

#### 충격식 뇌관

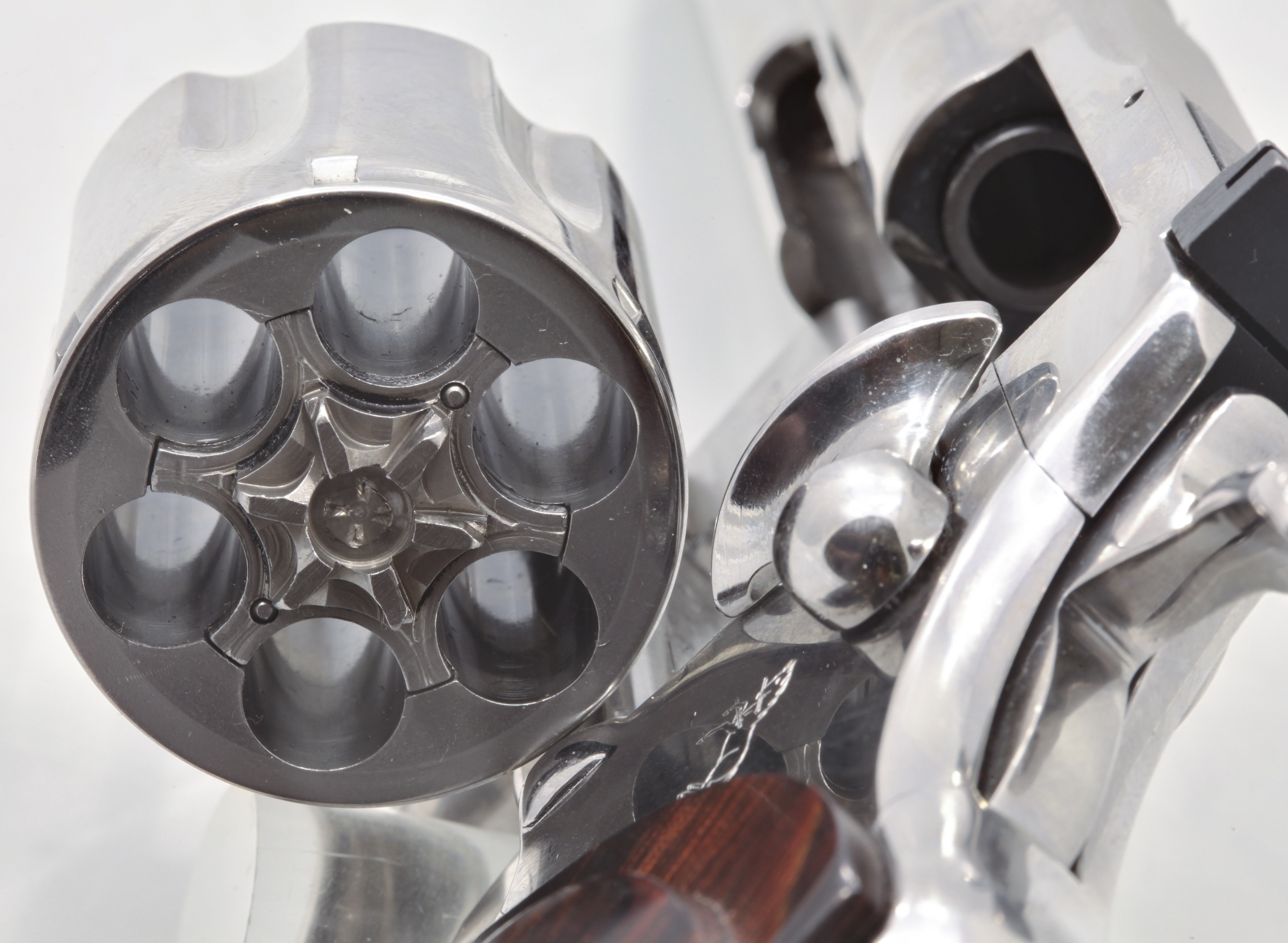
충격식 뇌관 발화 방식을 사용한 리볼버이다.

이 충격식 뇌관 권총에서는 발화 방식이 기존 전통적인 발화 방식과는 다른 모습을 보여준다. 이 충격식 뇌관 방식이 나오기 이전에 뇌관 발화식이 존재하였다. 이때부터 기존의 발화 방식과는 상당히 다른 발전된 방식을 보여주었다. 충격식 권총은 이 뇌관 발화 방식에서 더 나아가 발화 방식에 많은 발전을 가져왔다. 충격식 뇌관이 불러온 가장 큰 변화는 바로 다총열 권총의 등장인데 이것은 바로 이 충격식 뇌관 방식이 화기의 부피를 줄였기에 가능해졌다고 한다. 이 다총열 권총 중 대표적 예가 바로 리볼버이다. 이러한 충격식 뇌관은 후에 일체형 탄약 방식에서 더욱 발전되어 현재 우리가 사용하는 권총의 장전 방식에 상당히 유사한 방식으로 발명되었다.

### 현재
현재 권총은 여러 가지 특징을 가진다. 이는 역사적으로 권총이 많이 바뀌어 오면서 발전한 결과일 것이다. 권총은 실용적이고 효과적인 방식으로 발전하였는데 이는 살상력과 편의 측면에서 확인할 수 있다. 그래서 이제 권총의 어떠한 부분이 발전하여 어떠한 특징을 가지고 있는 지에 대해 알아보려고 한다. 현대 권총의 특징을 나타내는 방식에는 여러가지가 있지만 대표적 특징인 권총 구경과 격발 방식에 대해 작성해 보려고 한다.

#### 권총 구경
권총 구경은 현대에 와서 그 목적에 따라 여러 크기로 나뉘었다. 살상력을 중시한다면 비교적 큰 구경의 권총을 사용하는 것이 그 예다. 그래서 구경에 따라 권총의 특징이 달라지므로 9밀리 권총과 11.43 밀리 권총이 많이 사용된다고 한다.  현재 우리나라에서 많이 사용되는 구경의 종류는 9밀리 구경 권총이다.

#### 격발 방식
격발 방식에는 해머가 존재하는 해머 방식과 해머가 존재하지 않는 스트라이커 방식으로 나뉠 수 있다. 그리고 이 해머 방식은 해머의 작동 원리에 따라 다시 두 가지 방식으로 나뉠 수 있다. 각 방식에는 장점과 단점이 존재하는데 이 두 가지 종류의 작동원리의 장점을 모으고 단점을 보완하는 방식이 해머가 존재하지 않는 스트라이커 방식이다.

### 미래
미래에는 과거에서 현재까지 권총의 외형과 내부가 많이 변하였듯이 많은 변화가 이루어질 것이다. 미래의 권총으로 각광받고 있는 것이 바로 스마트 권총이다. 이 스마트 권총에는 획기적인 기능들이 존재한다. 우선 다양한 구경의 탄을 사용함으로써 그 안정성을 확보할 수 있고 상황에 따른 용이한 대처가 가능하게 하였다고 한다. 또한 권총의 무게가 매우 가벼워져 편리성이 증대되었다고 한다. 이 외에도 다양한 장점이 존재하는데 그 중 하나가 사용자의 정보를 입력할 수 있어 권총을 다른 사람이 사용하지 못하고 해당 총의 사용자만 사용할 수 있도록 하는 것이다. 하지만 아직 이 스마트 권총은 완성 단계는 아니다. 실험 과정에서 탄의 종류를 제대로 구분하지 못하는 오류가 발생하였다고 한다. 스마트 권총이 혁신적인 것은 맞지만 아직 많은 보완이 필요해보인다.

## 권총의 종류
권총의 종류는 크게 리볼버, 데린저, 자동권총, 기관권총으로 나눌 수 있다. 본 문서에서는 역사적으로 중요하거나 두드러진 특징을 가진 권총만 다룰 것이다. 권총의 종류에 대한 더욱 자세한 내용은 각 종류의 문서를 참고하기 바란다.

### 리볼버
보통 총알들이 회전하는 실린더가 있는 권총을 말한다.

#### 1. 마테바 자동 리볼버
마테바 모델 6 유니카(Mateba Model 6 Unica, 줄여서 Mateba, Mateba Autorevolver라고도 함.)는 이탈리아의 총기 회사인 Mateba 사에서 만든 권총이다. 사용자가 스스로 방아쇠를 당기거나 해머를 당겨 작동시키는 기존 리볼버와는 달리, 발사의 반동을 사용하여 실린더를 회전하고 해머를 조이는 자동 방식을 채택하고 있다. 또, 기존의 리볼버는 총열이 실린더의 상단과 연결되지만, 마테바의 경우 실린더의 하단과 연결되어있다. 총열에서 실린더까지 이어지는 것을 배럴 라인(Barrel line)이라고 하는데, 배럴 라인이 낮아질 경우 비틀림 동작이나 사격 시 반동에 의해 총구가 위로 솟는 경우를 방지할 수 있다는 장점이 있다.
마테바 리볼버는 특히 다중 카트리지 기능을 탑재하고 있다. 기본적으로 .357 매그넘 카트리지를 사용하지만, 추가로 .38 특수 탄약 장전이 가능하다.

#### 2. 스미스 & 웨슨 M29
스미스&웨슨 사의 대표적인 리볼버 중 하나이다. 세계 최초로 .44 매그넘 카트리지를 사용하는 총기이다. .44 매그넘 카트리지를 사용하기 때문에 다른 총기들에 비해 파괴력이 상당한 수준이고, 대구경 탄종을 사용하기 때문에 총구화염이 굉장히 크다. 약실은 스미스&웨슨 사의 전통 그대로 제작했기 때문에 한손으로도 편리하게 약실을 열고 닫을 수 있고, 반시계 방향으로 회전한다. 약실이 시계 방향으로 회전하는 콜트(Colt) 권총과는 반대인 것이다.
영화 "Dirty Harry(1971)"에서 "세계에서 가장 강력한 권총"으로 등장하면서 유명세를 탔고, 영화 본편에 이어 속편이 출시되었을 때 선풍적 인기를 끌었다.

#### 3. 콜트 파이슨(Colt Python)
미국의 총기 제작사인 콜트 사가 1955년에 출시한 리볼버이다. 콜트 사의 대형 리볼버 프레임을 기반으로 제작되어, .357 매그넘 리볼버 계열에서는 큰 편에 속한다. 경기용 권총으로 제작되었으며, 이 리볼버의 성공 이후 콜트사가 계속해서 자사 리볼버에 뱀의 이름을 붙이게 되었다. 참고로 이 총은 '비단구렁이'라는 뜻이다. 깔끔한 외관과 훌륭한 성능으로 인해 많은 모조품들이 만들어졌고, 그 인기 덕에 많은 총기 평론가가 파이슨을 "역사상 최고의 시판 권총"이라고 평하기도 했다. 그러나 파이슨은 이후 .357 매그넘을 능가하는 .44 매그넘의 등장으로 인해 인기가 점점 하락하였고, 콜트사가 민간 총기 관련 사건에 계속해서 휘말리면서 2003년에 이르러 단종되었다.
참고로, 국제연합(UN) 본부 앞에 평화의 상징으로 총신을 매듭지은 권총이 있는데, 콜트 파이슨이 그 모델이다.

### 데린저
리볼버, 자동권총, 단발식 권총이 아닌 소구경 권총이다. 이름의 유래는 1825년 미국의 '헨리 데린저(Henry Deringer)'가 설계하여 설계자의 이름을 따랐다.

#### 1. 더블탭
개인 보호를 위해 설계된 대구경 데린저이다. 스테인리스 스틸로 된 총열과 알루미늄, 티타늄으로 된 프레임이 특징으로, 이름은 두 발을 빠르게 발사하는 '더블 탭'이라는 사격 기술에서 따왔다. 더블탭은 두 개의 총열에 각각 하나씩, 총 2개의 탄약을 탑재한다는 점에서 굉장히 특징적이다. 그리고 추가적으로 그립에 2개의 추가 라운드가 있어 재장전이 가능하다. 그러나 두 개의 총알이 한 번에 발사되지는 않는데, 이는 미국의 화기단속국(ATF)의 규정에 의거하여 방아쇠를 한 번 당기면 한 쪽 총열에서 먼저 한 발이 발사되고, 또 한 번 발사해야 나머지 한 발이 발사되어야 하기 때문이다.

#### 2. 필라델피아 데린저
헨리 데린저가 디자인한 소형 권총으로, 1868년까지 생산되었다. 소형이기 때문에 은폐하여 휴대할 수 있다는 장점이 있었고, 이러한 장점으로 인해 생산 당시 인기를 끌었고, 그 인기 때문에 복제품이 상당히 많았다. 출시 초반에는 군 장교들에게 인기를 끌었지만, 이후 소형이고 은폐 휴대할 수 있다는 장점으로 인해 민간인들 사이에서 널리 유명해졌다. 그러나 크기가 작고 쉽게 구할 수 있기 때문에 암살자들이 선호하는 도구라고 하는 평판도 얻게 되었다. 이 때문에 포드 극장에서 링컨 대통령을 암살하는 데도 사용되었다.
총열의 강선이 시계 반대 방향인데, 일반적으로는 강선이 시계방향이기 때문에 이 또한 이 총의 특징적인 부분이라고 할 수 있다. 필라델피아 데린저를 장전하기 위해서는 일반적으로 권총에 두 개의 퍼커션 캡(화약 충전을 위한 충격 잠금 시스템)을 장착하여 튜브나 총열 바닥에 남아있는 잔여 수분을 건조시켜 후속 오발을 방지하는 시스템을 갖추고 있다.

#### 3. 레밍턴 M95
레밍턴 M95는 미국의 총기회사인 레밍턴 암즈에서 개발한 총열이 두 개인 더블 배럴, 그리고 휴대하기 편한 소형의 포켓 데린저이다. 두 발 정도만 장전되기 때문에 소형이고, 경량으로 제작할 수 있다는 것이 M95의 최대 특징이자 장점으로 꼽힌다. 두 개의 총열에 각각 장탄을 한 발씩 장전하는데, 본체를 꺾어서 열고 탄알을 삽탄한다. 또, 권총의 구조상 탄창이 존재하지 않기 때문에 주로 호신용으로만 쓰이며, 빠르게 사용하기 용이할 수 있도록 안전장치가 존재하지 않는다.

### 슬라이드식
연사할 수 있는 권총으로, 리볼버식에 비해 장전이 훨씬 더 수월하다.

#### 1. 콜트 M1911
미국의 콜트사에서 만든 자동권총으로 1911년에 만들어 1911이라는 숫자가 이름에 붙었다. 싱글 액션 방식으로 격발되며, 슬라이드를 당겨 장전을 하거나 해머를 젖혀서 초탄 발사 준비를 해야 한다. 그러나 자동권총이기 때문에 추가탄을 발사할 때에는 굳이 장전이 필요하지 않다. 금속제 프레임을 채택하고 있는데, 이로 인해 권총 중에서는 무거운 편에 속한다. 군용보다는 민수용으로 많이 사용된다. 민간인들은 많은 발 수를 한 번에 사격할 일도 많이 없기도 하고, 안전장치의 필요성이나 작동 방식이 어떠한가를 고려할 상황이 많이 없기 때문이다. 콜트 컴뱃 커맨더, 콜트 레일 건, 콜트 골드 컵 내셔널 매치 시리즈 등 이 권총을 기반으로 다양한 커스텀 모델 및 파생 모델들이 만들어졌고, 마니아 층이 여전히 미국에서 두텁다.

#### 2. 글록-21
오스트리아의 무기사인 글록 사에서 출시한 자동식 권총이다. 글록 사에서 미국 시장을 겨냥해 출시한 글록 20의 .45 ACP 버전이다. 45 ACP 카트리지를 보완하기 위해 더욱 경량화되었고, 표준 탄창은 13발의 용량을 가진 단일 위치 피드이다. 그러나 .45 ACP 탄을 사용하기 때문에 9mm 탄을 사용하는 총에 비해 더 크다. 그리고 6각형 총열을 사용하는 다른 구경과는 달리 8각형 총열을 사용한다. 또, 총신의 교체를 통해 다른 구경으로도 변화할 수 있어 범용성이 높다. 권총의 뒷 부분이 단축된 글록 21SF라는 하부 모델도 만들어졌다.

### 기관 권총
연사와 점사가 가능한 권총이다.

#### 1. 콜트 소구경 기관권총(콜트 SCAMP)
미국의 콜트 사에서 개발한 기관권총이다. 1970년대부터 이어져 오고 있으며, 당시 미군의 제식 권총이었던 M1911A1을 대체하기 위해 제작된 총이다. M1911에 비해 대형화되었지만 화력이 높은 기관권총을 만들기 위한 목적으로 제작, 출시하였다. 특히 콜트사에서는 이 권총을 제작할 때 반동제어가 가능하면서도 높은 정확도를 구현하는 것을 중점으로 두었는데, 이를 위해 손잡이의 모양 변형, 총구의 컴펜세이터, 다양화된 기능(단발, 3점사)을 추가하였다. SCAMP의 탄창은 27발의 기관단총과 비슷한 용량을 가지고 있으며, 3점사를 포함하여 선택적 발사 기능을 갖춘 가스 작동식 무기이다. 초기에 제기된 문제는 사격 시 과열이었다. 이를 해결하기 위해 콜트의 설계 팀에서는 기존의 탄약통보다 더 짧고 좁은 .224 구경 탄약통을 설계하였다. 이후 이 탄약통은 리볼버에도 사용될 수 있도록 군용 무기로도 사용되었다.

#### 2. Uzi
이스라엘의 제조사에서 1950년에 설계 및 제작된 기관권총이다. Uzi는 안전장치가 두 개 있는 것이 특징이다. 하나는 그립 상단과 방아쇠 뒤에 있는 3위치 선택 레버로, 시어를 잠그고 볼트의 오작동을 방지한다. 두번째는 그립 뒤쪽에 있는 그립 안전장치로, 발사중 무기를 떨어뜨리거나 사용자가 무기를 단단히 잡았을 경우 우발적인 발사를 방지하기 위한 것이다. Uzi는 .22 LR 또는 .41 AE의 구경 변환 키트와 함께 사용할 수 있는데, 사용자는 총열, 볼트, 탄창만 교체하면 쉽게 구경을 변환할 수 있다.

## 참고 문헌
- 이정만(2021년  8월), "권총의 과거, 현재, 그리고 미래"

## 같이 보기
- 권총 목록
- 리볼버
- 피스톨
- 데린저
- 자동권총
- 기관권총